# Ichthyscopus sannio
Ichthyscopus sannio és una espècie de peix pertanyent a la família dels uranoscòpids.

## Descripció
- Pot arribar a fer 65 cm de llargària màxima.[6][7]

## Hàbitat
És un peix marí i d'aigua salabrosa, demersal i de clima tropical.

## Distribució geogràfica
Es troba al Pacífic occidental central: l'est d'Austràlia.

## Ús comercial
És bo com a aliment.

## Observacions
És inofensiu per als humans.